# 佛教善德英文中學
佛教善德英文中學（英語：Buddhist Sin Tak College，縮寫：BSTC）是一間位於香港葵涌興盛路的政府津貼男女校，於1973年創校，是香港佛教聯合會開辦的英文中學，為區內的名校之一，也是會內唯一的男女資助英文中學，教學人員總數55人。該學校設有家長教師會，以作為家長和老師溝通的一大橋樑。

## 創辦人
該校是由恆生銀行創辦人何善衡博士及其夫人李寛德女士於1973年慨捐善款成立。

## 歷任校長
- 莫秀馨女士（1973年至1988年；前香港行政會議成員林奮強母親，在2013年11月去世，享年86歲）
- 施鳳玲女士（1988年至1990年）
- 吳文彪先生（1990年至1994年）
- 吳奇壎先生（1994年至2004年）
- 何滿添先生（2004年至2019年11月；任內逝世）
- 陳世詠女士（2019年11月至今）

## 學校的特色
以佛化教育營造關愛及相互支持的學習團體。為學生提供足夠學習經驗，讓他們全面發展，追求卓越，成為具誠信、能力的未來領袖，並能承擔不同責任，回饋社會。

## 高中選修科
高中學生除修讀中文、英文、數學及公民與社會發展科四科核心科目外，修讀2至3科選修科。

| 可供選修科目 |
| --- |
| 文科 1. 宗教及倫理 2. 中國歷史 3. 中國文學 4. 歷史 5. 地理 6. 視覺藝術 理科 1. 生物 2. 化學 3. 物理 4. 數學科延伸部分單元一（M1） 5. 數學科延伸部分單元二（M2） 6. 資訊科技 商科 1. 旅遊與款待 2. 商業會計及財務 3. 經濟 |

## 學生公開試的表現
2009年中學會考及高級程度會考的優良率分別為46.4%及46.6%，中學會考五科合格百分率為98.96%，高級程度會考的合格率為96.9%。
2012年中學文憑試科目取得第4級或以上為59.9%，第3級或以上為89.3%，第2級或以上為98.8%。
2013年中學文憑試科目取得第4級或以上為58.0%，第3級或以上為89.3%，第2級或以上為99.1%。
2014年中學文憑試科目取得第4級或以上為60.3%，第3級或以上為87.8%，第2級或以上為97.5%。

## 獎學金

### 鄭發丁博士獎學金
每年六個名額：中一至中六級每級一名。每個名額為港幣二千五百元獎學金
目的：嘉許既有良好品行、又有優良學業成績、並熱心服務的同學。
遴選方法：校方遴選小組將按同學以下各方面的表現作出評審：
- 品格及學業成績表現；
- 組織及領導能力表現；
- 校內及校外課外活動獎項；
- 對學校貢獻。[9]

### 利偉強校友課外活動獎學金
由1997至1998學年起，該校推出一項獎學金計劃，以獎勵在課外活動方面有優異表現及傑出成就的本校學生。這項計劃共設十二個獎項，其中五個甲等獎，頒與全校同學中能滿足所有遴選準則，並於課外活動有最優異表現及傑出成就的學生，每名得獎學生可獲頒發壹仟伍佰元獎學金；另外七個為乙等獎，頒與課外活動有突出表現的學生，每名得獎學生可獲頒發四佰元獎學金。

### 連梓堅校友學業進步獎

#### 目的
宣揚知識可改變命運的信念；推廣勤奮積極的學習態度；嘉許每班學業成績進步顯著的同學。

#### 遴選方法
中一及中四級：比較上下學期平均分
中二、中三及中五級：比較上學年及本學年全年總平均分
每班最佳進步前三名者，可獲發獎學金港幣五百元。為更全面照顧不同學生需要，每班獲發獎學金的學生必須包括最少一名非留級生。
此外，為幫助一些家庭經濟環境欠佳又能獲得顯著進步的學生。學業進步獎得獎者如正領取綜合社會保障援助或書簿津貼全免等，可於獲獎後向學校申請「溯源特別獎學金」。獎學金金額為額外港幣一千五百元或一千元。

### 吳安茜老師獎學金
優異獎（每年度共22名）：中一至中三各級，中文、英文、數學科全級第一及第二名者。另，中四至中五各級的數學科全級第一及第二名者。
進步獎（每年度共33名）：中一至中三級，中文、英文、數學科成績進步最顯著者，各科各級三名。另，中四至中五級的數學科成績進步最顯著者，各級三名。各級各科的獲獎者之中，須至少有一名不是該年度的留班生。
中一至中三級優異獎與進步獎的各得獎者，可獲現金港幣二百元；中四至中五級優異獎與進步獎的各得獎者，可獲現金港幣三百元。

## 著名/傑出校友
- 林一鳴：香港著名財經界人物
- 馬偉豪：香港著名電影導演
- 譚健文：香港樂隊Mr.的低音結他手
- 康寶文：已故香港中文大學中國語言及文學系高級導師
- 劉國良：現任青年會書院校長，前任東華三院黃鳳翎中學校長、神召會康樂中學副校長
- 廖鳳香：卓思英文學校暨幼稚園（青怡分校）校長
- 丘靜雯：香港now新聞台前主播
- 利偉強：前新華旅遊總經理、現任專業旅運總經理
- 蔣世源：康業服務有限公司人力資源及行政總監
- 關清平：香港都會大學學術副校長
- 鄭發丁：加多利集團主席、香港城市大學「城賢匯」前主席、香港特區政府社會福利諮詢委員會委員
- 夏麗珠：中華基督教會燕京書院校長
- 連梓堅：JEKCA總監兼設計師
- 程中山：香港中文大學中國語言及文學系高級講師
- 葉維昌：2018年度香港十大傑出青年
- 鄒嘉華：香港足球運動員
- 連佳麗：2020年度香港小姐競選十八強佳麗
- 力臻：香港歌手
- 袁耀發：中港台歌手、藝人
- 梁卓賢：道教青松小學校長、屯門區小學校長會主席、屯門區防火委員會主席

## 相關新聞

### 校網遭黑客入侵
在2014年間，香港發生「佔領中環」事件。當時因中學生罷課而頻頻見報的佛教善德英文中學，其官方校網在2014年11月9日遭受黑客入侵，除了被篡改內容之外，到晚上更未能登入。該校校長何滿添認為今次事件，與他批評反佔中言論有關。此前「保普選反佔中」大聯盟發起「學校家長救救孩子」行動，設立熱線鼓勵市民舉報有學生意圖罷課的中學，隨即引來學界不滿。校長何滿添曾公開批評聯盟手法猶如文革式批鬥，更認為聯盟召集人周融「冇身分冇角色」干預學校事務。該校官方校網當日傳出被黑客入侵的消息，負責籌備罷課的校內學生組織「善德政改關注組」隨即向何滿添校長查詢，得知在當日下午，網頁曾出現「中華人民共和國萬歲」的字句，亦有幾位自稱家長的成年人，下午曾致電學校，以粗語辱罵校長，後來經核實後，發覺他們均為假冒。

### 前副校長大聲嚴斥蒙面學生
2019年11月11日，時值香港發生反修例風波，該校前副校長王希賢不滿學生戴著面具靜坐罷課，突然情緒激動，走近並大聲嚴斥其中一位戴上面具的高中同學，其他教師介入調停，將王拉離現場，過程影片在網上廣泛流傳，學校事後成立專責小組調查。

### 何滿添校長病逝 享年58歲
該校第五任校長何滿添於2019年12月16日上午10時在沙田醫院離世，享年58歲，家人、教職員陪伴在側；何滿添校長早前知道自己病情不穩，故提早11月尾交棒副校長陳世詠女士任署理校長。校方將於2020年1月4日（周六）上午10時至12時舉行追思會。報導更提到何滿添校長成為教師前是任職實驗室技術員，可見何滿添校長的堅忍和上進，這與他的座右銘完全一致：「世上無難事，唯堅忍二字，乃成功之要訣。」

### 其他
- 官方網頁（页面存档备份，存于）
- 該中學詳細資料（页面存档备份，存于）
- 該中學中一自行分配學位申請表（页面存档备份，存于）
- 該中學中一自行分配學位收生簡介（页面存档备份，存于）
- 該中學中一轉校學生入學申請家長須知（页面存档备份，存于）